# Chiesa dell'Immacolata Concezione (Pistoia)
La chiesa dell'Immacolata Concezione - nota anche come chiesa di San Francesco di Paola o dei Cappuccini - è una chiesa pistoiese del XIV secolo dedicata all'Immacolata concezione della Vergine Maria, in via degli Armeni. La struttura ha ospitato una comunità di Frati Minori Cappuccini fino al 2012, dopodiché il convento è stato chiuso.

## Storia e descrizione
Nel luogo già abitato dai monaci basiliani armeni fin dal 1343, furono costruiti una chiesa ed un convento in un luogo relativamente solitario che solo nel 1370 fu collegato alla vicina chiesa del Carmine con una strada. La chiesa originaria, completata solo nel 1365 circa, era piuttosto piccola, dotata di un campaniletto a vela in facciata, ma presso di essa si stabilì nel 1360 anche una confraternita, detta "degli Arimini", che più tardi ebbe un proprio oratorio. Già in quest'epoca la chiesa cominciò ad essere decorata e si ha notizia di un affresco con la Madonna della Consolazione fatto eseguire nel 1366 da un Matteo di Corso e più tardi di un ciclo di affreschi forse inerenti la vita di San Basilio o di Sant'Onofrio e di una pala d'altare eseguiti su commissione dell'Opera di San Jacopo tra 1403 e 1407 ad Antonio Vite e Sano di Giorgio per l'oratorio o più probabilmente per la cappella maggiore della chiesa.
Nel corso del Quattrocento il numero dei frati diminuì e nel 1470 il convento fu posto alle dirette dipendenze della Cattedrale e del vescovo Donato de' Medici. Fu la compagnia che continuò a far officiare la chiesa, trascurando però il proprio oratorio, e ne prese possesso nel 1480. Forse più tardi la confraternita commissionò una nuova pala d'altare per la chiesa, che può forse riconoscersi nella Madonna col Bambino tra i Santi Onofrio ed Agostino di Piero di Cosimo, oggi alla Alana collection a Newark (USA).
Nella visita pastorale del 1582 l'oratorio è descritto come degradato e semiabbandonato ma la chiesa in buone condizioni e dotata di ben cinque altari. 
Nel 1613 alla compagnia degli Arimini si affiancò un altro sodalizio che riuniva alcuni falegnami bolognesi e che era dedicato a San Petronio e l'anno seguente, nel 1614, si insediarono nel convento i frati Minimi di San Francesco di Paola, che mutarono l'originaria dedicazione con quella di San Francesco di Paola. Le trasformazioni ancora visibili risalgono infatti a quell'epoca, quando fu ampliato il convento e riedificata la chiesa con un ampio loggiato aperto su tre lati. I paolotti intrapresero anche una serie di commissioni artistiche. Già nel 1612 fecero dipingere un San Francesco di Paola e due angeli identificabile con quello di Ulisse Ciocchi oggi in Santa Maria a Ripalta e che non fu mai collocato in chiesa. Tra 1614 e 1615 Alessio Gimignani dipinse per i frati un'altra immagine di San Francesco di Paola che riprende quella del Ciocchi, fu collocata su un altare laterale e si trova oggi in Sant'Andrea. Nel 1617 i religiosi fecero trasportare all'altare maggiore l'antico e venerato affresco della Madonna della Consolazione al quale furono aggiunti degli angeli dello stesso Ciocchi.
Tra 1664 e 1665 fu realizzato il portico finanziato da Atto Benesperi ed in seguito le lunette furono affrescate da Cosimo Ulivelli, Niccolò Lapi e da un certo "Monsù Claudio Gallina torinese". Intorno al 1690 Lazzaro Baldi donò un dipinto, oggi non rintracciabile, raffigurante San Francesco di Sales, a cui il pittore era devoto, che includeva anche Sant'Onofrio e che fu posto all'altare maggiore ma era mobile così da mostrare l'affresco mariano quando necessario. Nel 1691 il conte Francesco Cellesi commissionò a Giuseppe Maria Crespi gli affreschi del soffitto della chiesa, eseguiti in collaborazione con Marcantonio Chiarini, noti e celebrati all'epoca ma andati purtroppo perduti nella ristrutturazione ottocentesca della chiesa.
Probabilmente tra 1724 e 1730 Giuseppe Piamontini scolpì una statua di San Francesco di Paola per il rettore Bartolomeo Salvadori che fu collocata sotto il loggiato e che può forse riconoscersi nella statua di medesimo soggetto oggi in una delle nicchie della facciata della chiesa della Misericordia.
Il convento fu soppresso nel 1782 e nel periodo napoleonico la chiesa fu usata come ferriera. Nel 1866 il complesso fu acquistato dai cappuccini, che vi si insediarono nel 1872 e lo ristrutturarono, inglobando le parti laterali del portico per creare cappelle interne e riconsacrando la chiesa nello stesso 1872 con il titolo attuale. Dopo il capitolo dei Frati Minori Cappuccini di Toscana nel 2012 il convento è stato chiuso a causa della riduzione numerica i frati.
La facciata è corredata di un portico a cinque arcate che proseguiva anche sul lato sinistro lungo la strada ed internamente sul lato destro, che presenta ancora lo stemma Benesperi del committente. L'interno, molto semplice, è a navata unica con cappelle laterali ottenute dalla chiusura dei loggiati laterali. In esse è un San Michele Arcangelo di Demostene Macciò e una pala con i Santi Fedele da Sigmaringa e Felice da Cantalice di Ferdinando Folchi, firmata e datata 1874, che incornicia una tavola donata da un devoto con la Madonna col Bambino e Angeli, vicina ai modi di Pierfrancesco Fiorentino. L'altare maggiore era corredato da una pala di Antonio Puccinelli raffigurante l'Immacolata Concezione tra i Santi Giuseppe e Francesco di Paola, poi trasferita in convento quando l'altare venne rifatto negli anni cinquanta su progetto di Giovanni Michelucci.